# Anales de los cakchiqueles
Los Anales de los kaqchikeles, también conocido como Anales de los Xahil, Memorial de Tecpán-Atitlán o Memorial de Sololá, es un texto de mediana extensión, escrito en el idioma kaqchikel por miembros del linaje gobernante Xahil, entre ellos Francisco Hernández Arana Xajilá (de 1560 hasta 1583), alfabetizado por los frailes franciscanos al principio de la cristianización, y su nieto, Francisco Rojas (de 1583 hasta 1604), compuesto en forma de crónica histórica y épica mitológica, a manera de libro recopilado. 

## Historia
El documento fue escrito e inicialmente guardado en la ciudad de Sololá, cerca del lago de Atitlán, adonde fue trasladada por mandato de los conquistadores una parte de la nobleza kaqchikel, siendo encontrado siglos luego en los archivos del convento de San Francisco de Guatemala, en 1844 (si bien antes el cronista franciscano fray Francisco Vázquez mencionó, a finales del siglo XVII, textos kaqchikeles habidos en la biblioteca del convento de su Orden), y posteriormente traducido por el abad Charles Étienne Brasseur de Bourbourg en 1855 al francés, el mismo traductor de Rabinal Achí y de una de las primeras traducciones del Popol Vuh.
En español, la traducción del indigenista guatemalteco Adrián Recinos, de mediados de la década de los 40, publicada como volumen definitivo en 1950 por la editorial mexicana Fondo de Cultura Económica, es considerada no solo la mejor lograda, sino la más completa por sus referencias y acotaciones culturales e idiomáticas, profusas.

## Sinopsis
El manuscrito cuenta la historia y la mitología del pueblo kaqchikel, conservadas por vía oral durante siglos y finalmente recogidas y preservadas por los miembros del patrilinaje Xahil, reyes del señorío kaqchikel y muy probablemente sacerdotes del culto precolombino. 
Destaca primeramente, la cosmogonía con la visión mágica del origen divino de los reyes que guarda la introducción del texto. La parte histórica narra los logros y conquistas de los reyes kaqchikeles y sus guerreros, la fundación de ciudades y pueblos, y la sucesión de gobernantes hasta la expansión del reino kaqchikel y la época de la Conquista española, que relata con minuciosidad por haber sido el principal autor, Francisco Hernández Arana, testigo presencial de la Conquista y sobre todo, de la llegada de las tropas de Pedro de Alvarado a Iximché y la evangelización y la instauración forzosa del cristianismo con las consecuencias dramáticas de la invasión sobre el pueblo conquistado.
Tanto como en el Popol Vuh, los anales identifican a Tulán como el lugar originario de los kaqchikeles. Sin embargo, el texto difiere de otras fuentes históricas, tales como Historia de los Xpantzay de Tecpán Guatemala, el Título de Totonicapán, y el Popol Vuh en particular, mencionando que los ancestros kaqchikeles llegaron a Tulán "por mar" (ch'aqa palow), donde el sol desciende ("uqajib'al q'ij"), es decir, el oeste. Resulta importante la mitología descrita, el contenido panteísta de ésta, así como la idealización de los antepasados (evemerismo), los desplazamientos arcaicos y las relaciones bélicas y fantásticas que se acervan. Entre ellas, los reyes gemelos y prodigiosos, la Serpiente Emplumada (Gucumatz) en el lago de Atitlán, la obtención  del fuego en un volcán, el canibalismo ritual, la ceremonia del juego de pelota, el rapto de mujeres enemigas, la personificación de las fuerzas naturales como quimeras y magos, siempre con una prudente contención conversa, cristiana. La religión originaria de los kaqchiqueles es considerada inicua, "confusión del diablo", "idolatría a la piedra", por eso.  
Los textos se refieren también a las rebeliones internas de los k'iche', que finalmente forzaron al rey K'iq'ab el Grande a ordenar a los nobles kaqchikeles abandonar Chi Awiar (Chichicastenango), asiento ancestral kaqchiquel. Se cuentan las guerras contra los quichés, pipiles y tzutujiles. Así, el libro es una fuente histórica invaluable porque permite conocer fechas exactas, registradas por supuesto en el calendario maya, en la datación precolombina, de hechos comprobables, así como los topónimos de las regiones de Guatemala en maya, los nombres originales antiguos de la geografía del país, en especial de la tierra alta, sus divisiones étnicas y naturales, accidentes orográficos, ríos y vías de comunicación según los mayas kaqchikeles desde la época prehispánica. 
Se relata la migración hacia las montañas Razamut, Chimaltenango, donde fue fundada Iximché, la ciudad kaqchikel, importante por convertirse en la ciudad-estado de la etnia al modo de la cultura maya clásica de la zona septentrional y abandonada tras los conquistadores españoles. 
El libro  registra cómo se abandonó El Quiché por la etnia, contando por tanto como derivación, detalladamente, el surgimiento del reino kaqchikel, la hegemonía del señorío, las batallas entre monarquías mayas, la invasión europea como hecho principal, la alianza inicial con los españoles, el comienzo de la Colonia, la administración colonial, la evangelización, el traslado obligado de la nobleza kaqchikel a Sololá y a la recién establecida capital de Guatemala, las rebeliones contra la dominación colonial, todos los sucesos siendo datados. 
Además del carácter estrictamente narrativo y literario, la obra presenta una clara intención de preservación cultural a través de la memoria histórica, con énfasis en la diferencia extremada entre la época maya y la colonial, año con año y narrando los hechos consecutivamente según la tradición oral cakchiquel y el testimonio personal luego de la Conquista.

## Algunas citas de los anales
Aquí escribiré brevemente las palabras de nuestros primeros Padres, de nuestros antepasados, de quienes nacieron los hombres de antaño antes que fuesen habitadas la llanuras, cuando sólo existían los conejos, los pájaros. Se cuenta cuando habitaron las colinas, las llanuras, estos nuestros primeros Padres nuestros, antepasados venidos del lugar de la Abundancia, oh hijos míos.

Aquí escribiré las palabras de nuestros primeros Padres.... He aquí se cuenta las palabras que dijeron de allende el mar, vinimos del lugar llamado lugar de la Abundancia...

Entonces fue ordenado y nuestras madres y nuestros padres dijeron: 'He aquí, oh hijos míos, oh hijas mías, las cargas que soportares, que tendréis'. La Piedra de Obsidiana dijo: 'He ahí vuestras colinas, vuestras llanuras, allá al otro lado del mar, estas vuestras colinas, vuestras llanuras, oh hijos míos, allá se manifestaran sus faces. He aquí vuestros cargos, que yo os daré vuestra riqueza, vuestro gobierno'

Llegamos entonces a las orillas del mar. Todos los guerreros de la tribu se reunieron al borde del mar. Entonces los corazones de muchos se consumieron de angustia. 'No se puede atravesar, no está dicho que se haya atravesado el mar'. Dijeron los guerreros de las siete tribus, '¿Quién nos dirá cómo cruzar el mar? Oh hermano menor nuestro, tú eres nuestra esperanza', dijeron todos…. Y todos ellos dijeron entonces, 'ten piedad de nuestros rostros, oh, hermano menor nuestro, porque estamos esparcidos por la orilla del mar sin ver nuestras colinas, nuestras llanuras, apenas nos dormimos fuimos vencidos, nosotros los dos hijos primogénitos, nosotros las cimas, nosotros las cabezas, nosotros los primeros guerreros de las siete tribus, oh, hermano menor mío".

Comenzaron a construir sus casas y allí se encontraron con su jefe llamado Nimahay. Los primeros que edificaron fueron los primeros que llegaron, Gekaquch, Zibakihay y Cavek. Por último llegó Baqahol y comenzó a edificar cuando llegó. Al llegar le dijo Baqahol a Gekaquch: "Yo soy el rey, yo te recibo (en mi grupo)". Así le dijo a Gekaquch. Desde que llegó deseaba y codiciaba la dignidad de jefe. Pero ellos le contestaron: "Tú no eres nuestro rey, tú no has venido para ser nuestro rey", le dijeron. "Yo os daré esta esmeralda con cuatro brazos y piernas para vuestro adorno, pues yo soy vuestro rey". Así les dijo. Pero no los engañó. A continuación dio principio a la construcción de una fortaleza, queriendo terminarla cuanto antes porque deseaba obtener el poder real y anhelaba conseguirlo de ellos. Entonces llegó Chuluc Balam enviado por Gagavitz para destruir la fortaleza...

Gobernaron el rey Citán Qatú, hijo del rey Caynoh, que poseía poderes mágicos. Luego gobernó el rey Qotbalcán. Gobernó el rey Alinam, y gobernó el rey Ixtamer Zaquentol. Después entró a gobernar el rey Chiyoc Quey Ahgug. Entonces salieron juntos los señores Galel Xahil y Xulú Qatú contra los quichés y deseando hacer la guerra que estaban en Ginona, pelando contra la ciudad de Ginona. En consecuencia, fue enviado el jefe Xulú Qatú por los reyes Chiyoc Queh y Ttahtah Akbal que a la sazón gobernaban, diciéndoles que no tuviera compasión ciertamente de los valientes jefes, pero sí tuviera compasión de la gente.

La mujer que dio origen a la revuelta se llamaba Nimapam Ixcacauh. Esta mujer había ido a la ciudad de Gumarcaah a vender tortillas de maíz y un soldado de la guardia del rey se las quiso arrebatar. La mujer se negó a darle las tortillas por la fuerza y el soldado fue rechazado a palos por la mujer. Quisieron entonces ahorcar al soldado, querían ahorcarlo a causa de la mujer llamada Nimapam Ixcacauh. Con este motivo se reanudó la revuelta de los quichés. Estos querían darle muerte a la mujer, pero nuestro abuelos Huntoh y Vukubatz se negaron a entregarla a los quichés o a los soldados.

El día 1 Akbal descansó la gente y se detuvieron. El día 2 Qat fundaron la ciudad de Yximchée sobre el Ratzamut. Nuestros abuelos Huntoh, Vukubatz, Chuluc y Xitamal, los cuatros y reyes y señores, salieron para la ciudad de Yximchée y allí se establecieron.

Zinahitoh quería asumir él solo el poder pasando sobre los jefes, y por eso mataron a Zinahitoh. Muchos guerreros fueron a matarlo a la ciudad el día 11 Can (10 de diciembre de 1493).

Durante este año llegaron los castellanos. Hace cuarenta y nueve años que llegaron los castellanos a Xepit y Xetulul. El día 1 Ganel (20 de febrero de 1524) fueron destruidos los quichés por los castellanos. Su jefe, el llamado Tunatiuh Avilantaro, conquistó todos los pueblos. Hasta entonces no eran conocidas sus caras. Hasta hacía poco se rendía culto a la madera y la piedra. Habiendo llegado a Xelahub, derrotaron allí a los quichés; fueron exterminados todos los quichés que habían salido al encuentro de los castellanos, entonces fueron destruidos los quichés frente a Xelahub. Luego salieron (los españoles) para la ciudad de Gumarcaah, donde fueron recibidos por los reyes, el Ahpop y el Ahpop Qamahay, y los quichés le pagaron el tributo. Pronto fueron sometidos al tormento por Tunatiuh. El día 4 Qat (7 de marzo de 1524) los reyes Ahpop y Ahpop Qamahay fueron quemados por Tunatiuh. No tenía compasión por la gente el corazón de Tunatiuh durante la guerra.